# His Own People
His Own People è un film muto del 1917 diretto da William P.S. Earle. Prodotto dalla Vitagraph, aveva come interpreti Harry T. Morey, Gladys Leslie, Betty Blythe e Arthur Donaldson.

## Produzione
Il film fu prodotto dalla Vitagraph Company of America.

## Distribuzione
Il copyright del film, richiesto dalla Vitagraph Co. of America, fu registrato il 22 dicembre 1917 con il numero LP11878. Distribuito dalla Greater Vitagraph (V-L-S-E), il film uscì nelle sale cinematografiche statunitensi il 31 dicembre 1917.